# La Adrada
La Adrada é um município da Espanha na província de Ávila, comunidade autónoma de Castela e Leão, de área  km² com população de 2469 habitantes (2007) e densidade populacional de 36,74 hab/km².

## Localização
Localiza-se no sul da província de Ávila.
| Noroeste: Navaluenga   | Norte: Navaluenga | Nordeste: El Barraco           |
| Oeste: Piedralaves     |                   | Este: Sotillo de la Adrada     |
| Sudoeste: La Iglesuela | Sul: Fresnedilla  | Sudeste: Higuera de las Dueñas |

## Demografia
| Variação demográfica do município entre 1991 e 2004 | Variação demográfica do município entre 1991 e 2004 | Variação demográfica do município entre 1991 e 2004 | Variação demográfica do município entre 1991 e 2004 |
| --------------------------------------------------- | --------------------------------------------------- | --------------------------------------------------- | --------------------------------------------------- |
| 1991                                                | 1996                                                | 2001                                                | 2004                                                |
| 1915                                                | 2003                                                | 1960                                                | 2155                                                |